# دهستان اوگنتسه
دهستان اوگنتسه (به لاتین: Ugentse Gewog) یک دهستان در کشور بوتان است که در ناحیهٔ سامتس واقع شده‌است.